# Canal George VI
Le canal George VI est un bras de mer en Antarctique, englobée dans l'océan Pacifique. Son nom fait directement référence au roi éponyme. Ce canal relie la Baie de Marguerite à la mer de Bellinghausen, en étant séparer de ce dernier par l'Île Alexander. En mer de Bellinghausen, le canal débouche sur deux îles; Spaatz et Smyley.
Son point le plus court constitue le passage de George VI ou Détroit de George VI.

C'est notamment ce canal qui donne l’impression que le sud de la péninsule Antarctique est courbée du coter ouest.

## Quiproquo
Jusqu'il y a 50 ans, le canal était entièrement glacé , il était en permanence sous une banquise. Les explorateurs avaient donc nommé la région "Terres de George VI" en pensant qu'il ne s’agissait que d'une terre recouverte de glace, alors qu'en réalité c'est un canal. L'erreur est peut-être due au fait que les explorateurs avaient en premier lieu traversé l'île Alexander, sans savoir non plus que c'était une île. Aujourd'hui, il s'avère que l'île Alexander est la plus grande île d’Antarctique.